# Fluorolintan
Fluorolintan (takođe poznat kao 2-FPPP i 2-F-DPPy) je disocijativni anestetik koji se prodaje na internetu kao dizajnirana droga.
Fluorolintan i srodni diariletilamini su antagonisti NMDA receptora i proučavani su in vitro kao potencijalni tretmani za neurotoksične povrede, depresiju i kao simpatomimetici.